# Mirra Lokhvitskaïa
Mirra Lokhvitskaïa (en russe : Мирра Лохвицкая), née Maria Alexandrovna Lokhvitskaïa (en russe : Мария Александровна Лохвицкая) le 19 novembre 1869 (1er décembre 1869 dans le calendrier grégorien) à Saint-Pétersbourg (Empire russe) et morte dans cette ville le 27 août 1905 (9 septembre 1905 dans le calendrier grégorien), est une poétesse russe qui a connu la gloire à la fin des années 1890.

## Biographie
Dans sa courte durée de vie Lokhvitskaïa a publié cinq livres de poésie, le premier et le dernier ayant reçu le prix littéraire russe le plus convoité de l'époque, le prix Pouchkine (ru). En raison de la sensualité érotique flamboyante de ses œuvres, Lokhvitskaïa était appelée la « Sappho russe » par ses contemporains, ce qui ne correspondait cependant pas à son style de vie conservateur d'épouse dévouée et mère de cinq fils. Oubliée à l'époque soviétique, à la fin du XXe siècle l'héritage de Lokhvitskaïa est réévalué et elle est maintenant considérée comme l'une des personnalités les plus originales et les plus influentes de l'âge d'argent de la poésie russe et la première de la lignée des poétesses russes modernes qui ont ouvert la voie à des femmes comme Anna Akhmatova et Marina Tsvetaeva.